# Galia Ackerman
Galia Ackerman (24 de junio de 1948) es una historiadora, periodista y ensayista francesa de origen ruso. Es autora, entre otras obras, de Tchernobyl: retour sur un désastre (Buchet-Chastel, París 2006), así como de numerosos ensayos y de una cincuentena de libros de traducción. Ha sido condecorada con la medalla del Gobierno de Ucrania por su labor en aras de descubrir la verdad sobre el accidente de Chernóbil.

## Publicaciones
- « Ukraine : une terra incognita en Europe », dirigit per Galia Ackerman, a La Règle du jeu, no 57, mai 2015, 320 p.
- Femen (trad. Galia Ackerman),  Paris, Calmann-Lévy, 2013, 268 p. (ISBN 978-2-7021-4458-9, OCLC 843384525)2
- (de) Der Zerfall der Sowjetunion (diversos autors), Nomos, Baden-Baden, 2013 (OCLC 775096967)
- Elena Bonner et André Glucksmann, Monaco, Édition du Rocher, 2011, 256 p. (ISBN 978-2-268-07194-7, OCLC 759036975)3
- Amnesty International, París, Éditions Autrement, 2009, 142 p. (ISBN 978-2-7467-1371-0, OCLC 690347814)
- Galia Ackerman, París, Gallimard, 2007, 162 p. (ISBN 978-2-07-034092-7, OCLC 470730444)
- Stéphane Courtois (dir.), Galia Ackerman et al.,, Paris, Larousse, 2007, 639 p. (ISBN 978-2-03-583782-0, OCLC 470889489)
- Galia Ackerman (dir.), París, Éditions Autrement, 2006, 299 p. (ISBN 2-7467-0821-3, OCLC 805913494)
- Serguei Eisenstein. Dessins secrets (avec Jean-Claude Marcadé), Paris, Le Seuil, 1999 (OCLC 249070026)